# Стен Стенсен
Стен Стенсен (норв. Sten Einar Stensen; нар. 18 грудня 1947, Драммен) — норвезький ковзаняр, Олімпійський чемпіон, чемпіон світу та Європи, рекордсмен світу.
У 1973 і 1974 роках Стен Стенсен ставав чемпіоном Норвегії в ковзанярському багатоборстві.
У 1973 і 1976 роках Стен Стенсен займав другі місця на чемпіонаті світу в ковзанярському багатоборстві.
У 1974 році Стен Стенсен завоював звання чемпіона світу в ковзанярському багатоборстві.
У 1975 році Стен Стенсен завоював звання чемпіона Європи в ковзанярському багатоборстві, а в 1976 і 1978 році він був другим.
На чемпіонатах світу та Європи Стенсен виграв дванадцять золотих медалей на окремих дистанціях і двадцять п'ять разів був призером.
На Зимових Олімпійських іграх 1972 року в Саппоро Стенсен завоював бронзові медалі на дистанціях 5000 і 10000 метрів.
На Зимових Олімпійських іграх 1976 року в Інсбруку Стенсен став Олімпійським чемпіоном на дистанції 5000 метрів. Стенсен був також фаворитом і в бігу на 10000 метрів, так як в цей час він був володарем світового рекорду на цій дистанції. Однак Стенсен завоював лише срібну медаль, поступившись золото голландцеві Піту Кляйне.
У 1976 році Стен Стенсен двічі покращував світовий рекорд на дистанції 10000 метрів.
Після закінчення кар'єри ковзанярі, Стен Стенсен працював спортивним коментатором на норвезькому радіо.

## Світові рекорди
Стен Стенсен встановив два світові рекорди.
10000 метрів — 14: 50,31 (25 січня 1976, Осло)
10000 метрів — 14: 38,08 (21 березня 1976, Медео)

## Кращі результати
Кращі результати Стіна СТЕНС на окремих дистанціях:
500 метрів — 39,03 (19 березня 1977, Медео)
1000 м — 1: 23,44 (7 січня 1973 року, Конгсберг)
1500 метрів — 1: 58,72 (21 березня 1976, Медео)
3000 метрів — 4: 13,60 (17 грудня 1977, Хамар)
5000 метрів — 7: 05,04 (19 березня 1977, Медео)
10000 метрів — 14: 38,08 (21 березня 1976, Медео)
Багатоборство — 165,316 (20 березня 1977, Медео)